# Oudegaasterbrekken, Fluessen en omgeving
Oudegaasterbrekken, Fluessen en omgeving este o arie protejată (arie specială de conservare — SAC, sit de importanță comunitară — SCI) din Țările de Jos întinsă pe o suprafață de 3.054 ha, integral pe uscat.

## Localizare
Centrul sitului Oudegaasterbrekken, Fluessen en omgeving este situat la coordonatele 52°55′20″N 5°30′18″E / 52.9223°N 5.5049°E.

## Înființare
Situl Oudegaasterbrekken, Fluessen en omgeving a fost declarat sit de importanță comunitară în august 2002 pentru a proteja 5 specii de animale. Situl a fost protejat și ca arie specială de conservare în martie 2011.

## Biodiversitate
Situată în ecoregiunea atlantică, aria protejată conține 4 habitate naturale: Lacuri eutrofice naturale cu vegetație de tip Magnopotamion sau Hydrocharition, Liziere de ierburi înalte hidrofile de câmpie și de nivel montan până la alpin, Mlaștini turboase de tranziție și turbării mișcătoare, Mlaștini împădurite.
La baza desemnării sitului se află mai multe specii protejate:
- mamifere (3): vidră de râu (Lutra lutra), Microtus oeconomus arenicola, liliac de iaz (Myotis dasycneme)
- pești (2): zvârluga (Cobitis taenia), zglăvoacă (Cottus gobio)